# Diane Williams
Diane Williams, ameriška atletinja, * 14. december 1960, Chicago, ZDA.
Ni nastopila na poletnih olimpijskih igrah. Na svetovnih prvenstvih je osvojila naslov prvakinje v štafeti 4×100 m leta 1987 in bronasto medaljo v teku na 100 m leta 1983. V slednji disciplini je osvojila tudi srebrno medaljo na panameriških igrah leta 1987.